# Hasso von Manteuffel
Hasso-Eccard Freiherr von Manteuffel (Potsdam, 14 de janeiro de 1897 - Reith 24 de setembro de 1978) foi um comandante das tropas panzer da Alemanha durante a Segunda Guerra Mundial, sendo condecorado com a maior honraria da Alemanha desta guerra.

## História
Entrou para o Exército como um oficial cadete em 1916 e após se tornou Leutnant num Regimento Hussars. Durante a Primeira Guerra Mundial (1914-18), serviu na cavalaria e no general staff. Durante o período de entre-guerras ele continuou a sua carreira na Cavalaria.
No início da segunda Guerra Mundial, era um Oberstleutnant e instrutor da Escola de Tropas Panzer. Assumiu o comando do Kradschtz.Btl. 3 (13 de Junho de 1940) sendo em seguida promovido para Oberst (1 de Outubro de 1941). ele esteve no comando do l./Schtz.Rgt. 7(1 de Maio de 1941), Pz.Gr.Rgt. 6 (25 de Agosto de 1941) e após a 7. Pz.Gr.Bhg. (15 de Julho de 1942).
Em 8 de Fevereiro de 1943, ele foi posto no comando da Divisão von Manteuffel. A sua carreira mudou em 1943, quando ele foi promovido para Generalmajor em 1 de Maio de 1943, Generalleutnant em 1 de Fevereiro de 1944 e General der Panzertruppe em 1 de Setembro do mesmo ano.
Após ele comandou a 7ª Divisão Panzer (1 de Agosto de 1943), Pz.Gr.Div. "Grossdeutschland" (1 de Fevereiro de 1944) e após o 5º Exército Panzer e 3º Exército Panzer (respectivamente: 1 de Setembro de 1944 e 5 de Março de 1944).

### Pós-Guerra
Feito prisioneiro em Maio de 1945, e libertado em 1947, ele iniciou uma nova carreira na indústria, e foi eleito para a Bundestag. Ele foi o autor da História da 7ª Divisão Panzer publicada em 1978. Faleceu em Reith próximo a Innsbruck em 24 de Setembro de 1978.

## Condecorações
Hasso von Manteuffel foi condecorado com a Cruz de Cavaleiro da Cruz de Ferro (31 de Dezembro de 1941), com Folhas de Carvalho (23 de Novembro de 1943, n° 332), Espadas (22 de Fevereiro de 1944, n° 50) e Diamantes (18 de Fevereiro de 1945, nº 24).

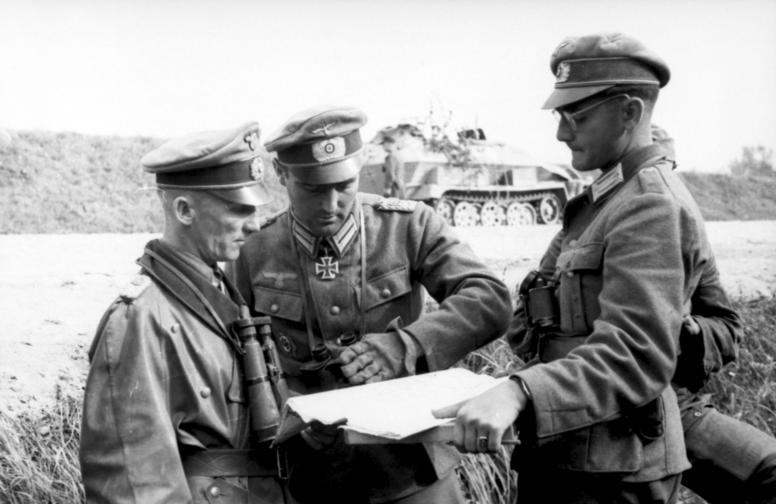
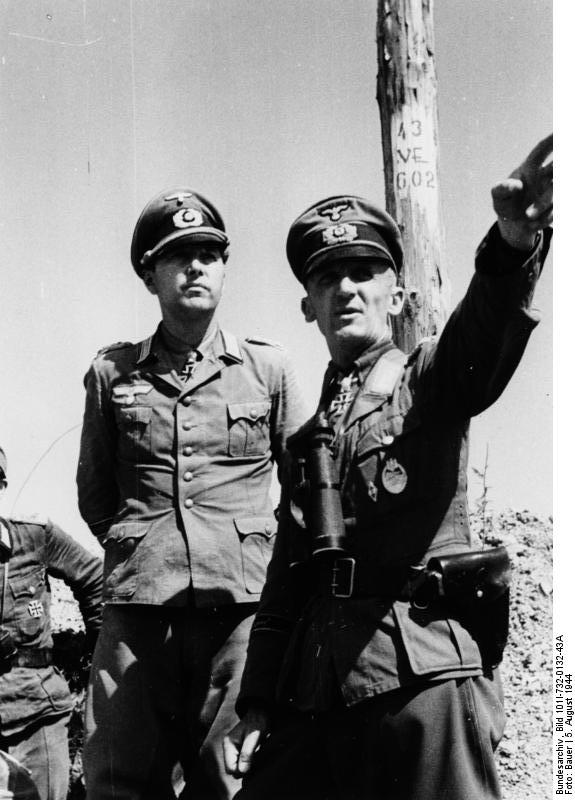
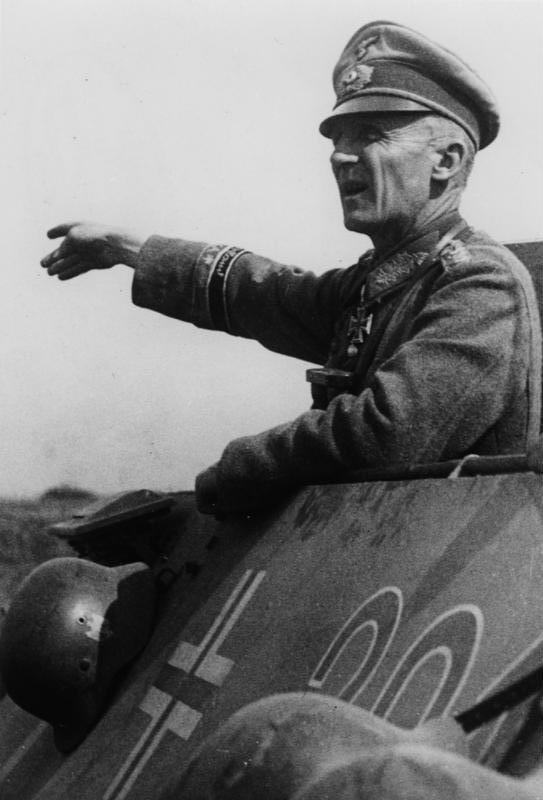